# St. Anna (Kißlegg)

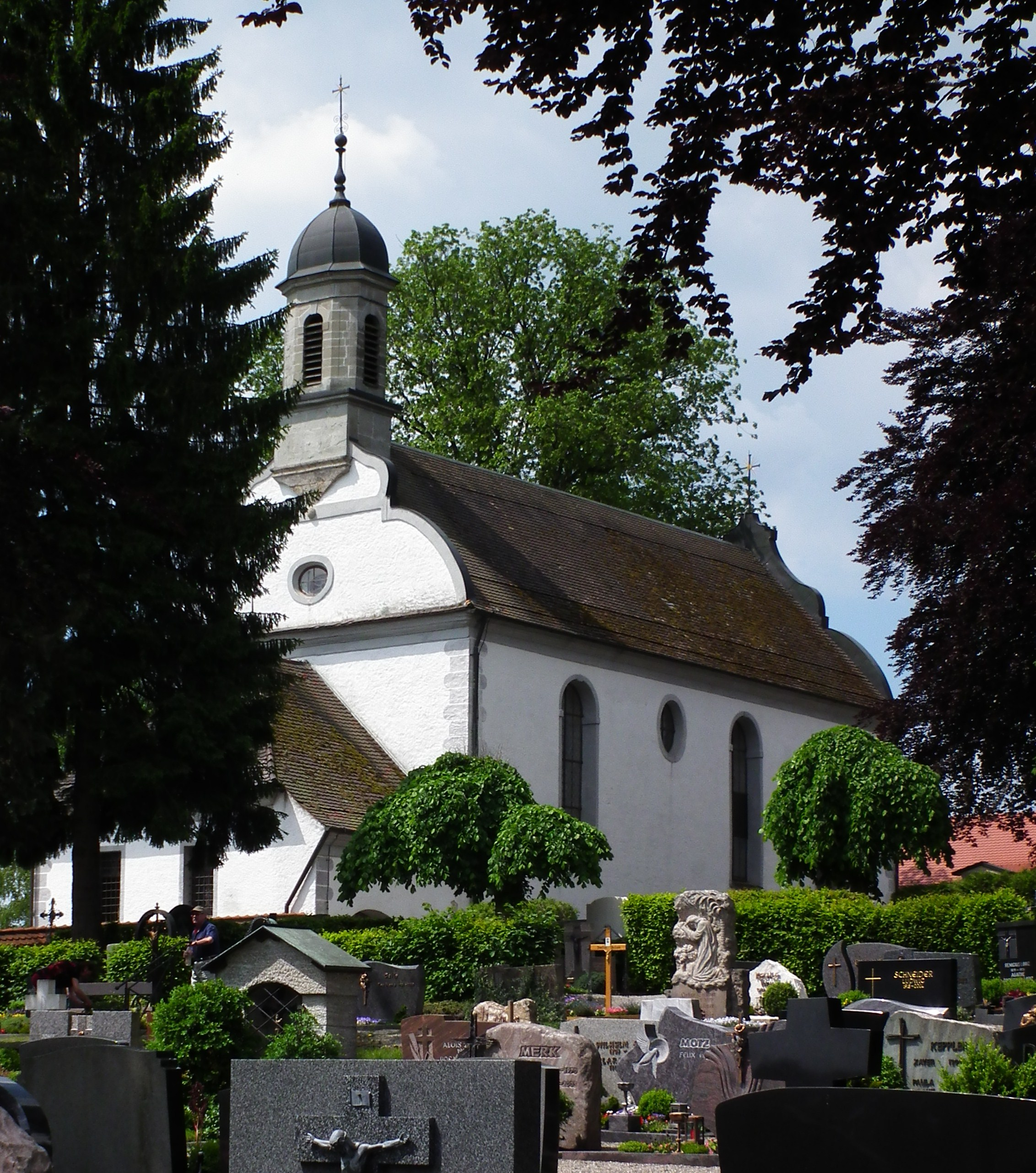
St. Anna in Kißlegg

Die römisch-katholische Friedhofskapelle St. Anna steht in Kißlegg, einer Gemeinde im Landkreis Ravensburg in Baden-Württemberg. Die Kapelle gehört zur Diözese Rottenburg-Stuttgart. Das Bauwerk ist beim Landesamt für Denkmalpflege Baden-Württemberg als Baudenkmal eingetragen.

## Beschreibung

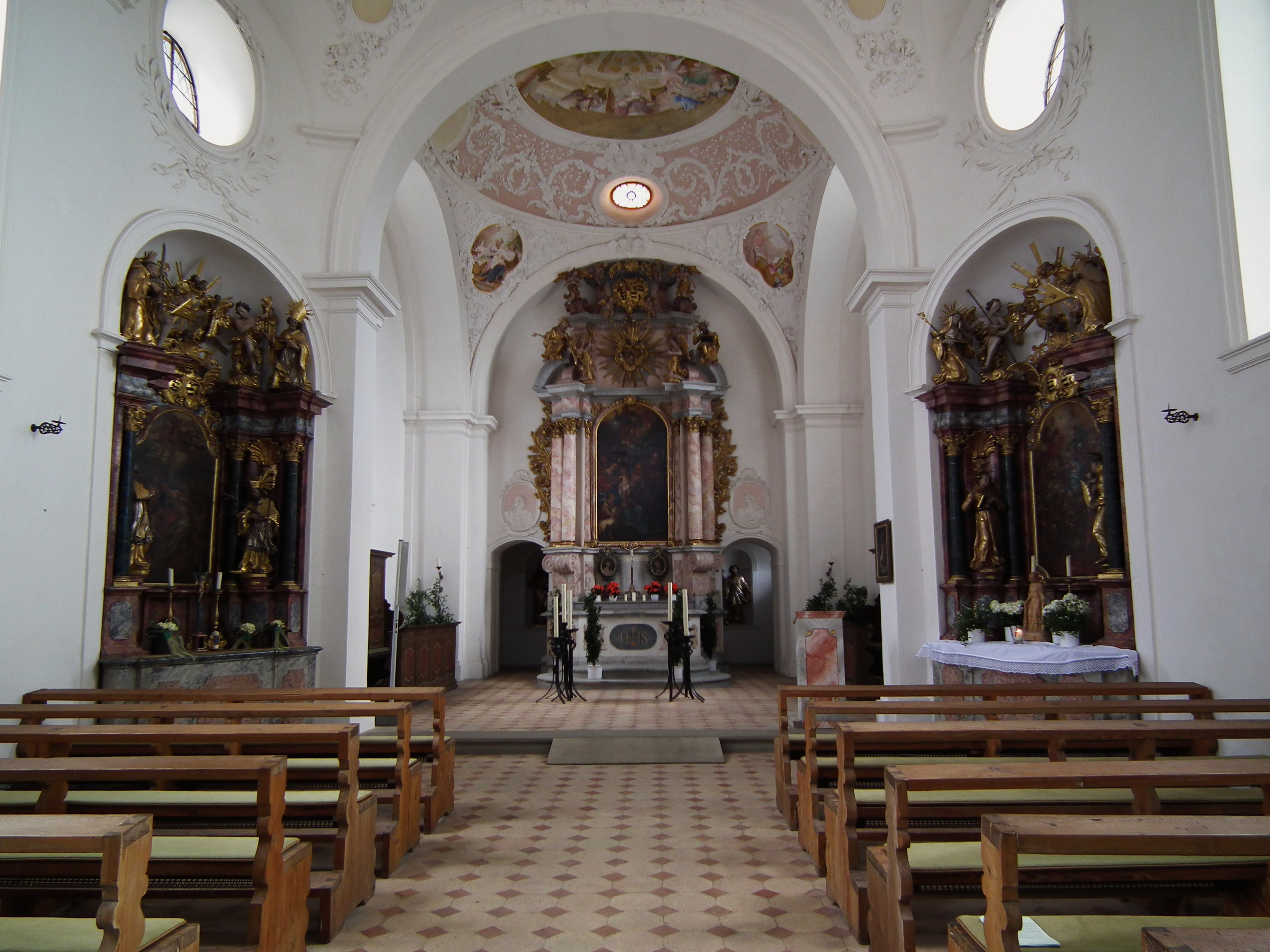
Innenraum

Die Friedhofskapelle wurde 1718–1723 nach einem Entwurf von Johann Georg Fischer erbaut. Sie besteht aus einem Langhaus und einem eingezogenen, querrechteckigen Chor im Osten. Über dem Schweifgiebel der Fassade des Langhauses im Osten erhebt sich ein Giebelreiter, der den Glockenstuhl beherbergt. Den Stuck im Innenraum hat Hans Herkommer gestaltet, die Fresken mit Szenen aus dem Leben der heiligen Anna stammen von Cosmas Damian Asam. Der Hochaltar wurde 1718 gebaut, die Nebenaltäre 1722/1723.